# ディル川
ディル川 （ディルがわ、Dill）はドイツ、ヘッセン州中部を流れるラーン川右岸の支流。
この川はロタール山地とヴェスターヴァルトとの境界に位置するハインヒャー・ヘーヘ山 (Haincher Höhe、標高606m)の東斜面に位置するハイガーという町のオフディルン地区の北、標高約600mの場所から湧出する。ここから川はラーン＝ディル郡（ヘッセン州）南部をディレンブルク、ハーボルンを通って流れてゆく。最終的にはヴェッツラーでラーン川に注ぎ込む。
ディル川は、その流路に当たる多くの場所にその名を与えている。たとえば、ハイガーの町の地区名で言えば、上流から順に、オフディルン(Offdilln)、ディルブレヒト(Dillbrecht)やフェラーディルン(Fellerdilln)と続き、その下流のローデンバッハ(Rodenbach)は支流のロスバッハ川がディル川に合流する地点であり、ハイガーの次の街の名はディレンブルク、といった具合である。ディレンブルクはかつて存在していたディル郡の郡庁所在地であった街であり、またオラニエ家の別荘があった街である。その後ディル川はハーボルンを抜け、ヴェッツラーに入り、ラーン川に注ぐ。
主な支流は、上流から順に以下の通り。
ロスバッハ川 − ハインガーバッハ川 − アウバッハ川 − ドンスバッハ川 − ディーツヘルツェ川 − ナンツェンバッハ川 − シェルデ川 − アール川 − アムバッハ川 − レーバッハ川 − レムプ川 − ブラスバッハ川
1. 1 2  Water map service of the Hessian Ministry for the Environment, Energy, Agriculture and Consumer Protection (Hessisches Ministerium für Umwelt, Energie, Landwirtschaft und Verbraucherschutz